# Echte zwemslangen
Echte zwemslangen (Natrix) vormen een geslacht uit de familie toornslangachtigen en de onderfamilie waterslangen (Natricinae). De groep werd in het verleden ook als een aparte familie gezien maar dit wordt beschouwd als verouderd.

## Naam en indeling
De wetenschappelijke naam van de echte zwemslangen werd voor het eerst voorgesteld door Josephus Nicolaus Laurenti in 1758. De slangen werden eerder aan andere geslachten toegekend, zoals Coluber en het niet langer erkende Tropidonotus. De geslachtsnaam Natrix komt uit het Latijn en betekent vrij vertaald 'waterslang'.
Er worden in het geslacht vijf soorten geplaatst, waarvan zowel de uiterlijke kenmerken als het verspreidingsgebied verschillen. In 1987 werd de naam Natrix megalocephala, uit de Kaukasus, gepubliceerd. De status van dit taxon is omstreden, en diverse auteurs beschouwen de naam als een synoniem van de ringslang. In 2017 werd de voorheen als ondersoort helvetica van de ringslang beschouwde gevlekte ringslang opgewaardeerd tot soort. Hetzelfde gebeurde met de ondersoort Natrix natrix astreptophora die in 2016 door Pokrant, Kindler, Ivanov, Cheylan, Geniez, Böhme en Fritz als een aparte soort werd afgesplitst (Natrix astreptophora).
Naast de moderne soorten zijn er ook vier uitgestorven soorten bekend; Natrix longivertebrata, Natrix merkurensis en Natrix sansaniensis uit het Mioceen en de soort Natrix mlynarskii uit het Oligoceen.

## Verspreiding en habitat
Echte zwemslangen komen voor in delen van Europa, westelijk Azië en het Midden-Oosten en leven in de landen Noorwegen, Zweden, Finland, Frankrijk, België, Nederland, Luxemburg, Duitsland, Polen, Tsjechië, Denemarken, Oostenrijk, Zwitserland, Italië, Hongarije, Roemenië, Kroatië, Slovenië, Slowakije, Bosnië en Herzegovina, Montenegro, Macedonië, Servië, Albanië, Bulgarije, Griekenland, Cyprus, Spanje, Portugal, Gibraltar, Iran, Irak, Syrië, Rusland, China, Turkije, Afghanistan, Oekraïne, Armenië, Georgië, Azerbeidzjan, Kazachstan, Turkmenistan, Tadzjikistan, Oezbekistan, Kirgizië, Pakistan, Jordanië, Libanon, Egypte, Israël, het Verenigd Koninkrijk en Liechtenstein
De habitat bestaat voornamelijk uit vele verschillende typen draslanden, gematigde bossen en estuaria. Ook in door de mens aangepaste streken zoals weilanden en plantages kunnen de dieren worden aangetroffen. Soorten in dit geslacht zijn waterminnend en jagen op vis of op prooien zoals kikkers, langs de oever.

### Beschermingsstatus
Door de internationale natuurbeschermingsorganisatie IUCN is aan drie soorten een beschermingsstatus toegewezen. De slangen worden beschouwd als 'veilig' (Least Concern of LC).

## Moderne soorten
Het geslacht omvat de volgende soorten, met de auteur en het verspreidingsgebied.
| Afbeelding | Naam                                  | Auteur         | Verspreidingsgebied |
| ---------- | ------------------------------------- | -------------- | --- |
|            | Natrix astreptophora                  | Seoane, 1885   | Portugal, Spanje, Frankrijk, Marokko, Libië, Tunesië |
|            | Gevlekte ringslang (Natrix helvetica) | Lacépède, 1789 | Verenigd Koninkrijk, Nederland, Duitsland, Frankrijk, Zwitserland, Liechtenstein, België, Kroatië, Slovenië, Italië |
|            | Adderringslang (Natrix maura)         | Linnaeus, 1758 | Spanje, Portugal, Gibraltar, Frankrijk, Zwitserland, Italië, Sardinië, Marokko, Algerije, Tunesië, Libië |
|            | Oostelijke ringslang (Natrix natrix)  | Linnaeus, 1758 | Noorwegen, Zweden, Finland, Frankrijk, België, Nederland, Luxemburg, Duitsland, Polen, Tsjechië, Denemarken, Oostenrijk, Zwitserland, Italië, Hongarije, Roemenië, Kroatië, Slovenië, Slowakije, Bosnië en Herzegovina, Montenegro, Macedonië, Servië, Albanië, Bulgarije, Griekenland, Cyprus, Spanje, Portugal, Gibraltar, Iran, Irak, Syrië, Rusland, China |
|            | Dobbelsteenslang (Natrix tessellata)  | Laurenti, 1768 | Noorwegen, Zweden, Finland, Frankrijk, België, Nederland, Luxemburg, Duitsland, Polen, Tsjechië, Denemarken, Oostenrijk, Zwitserland, Italië, Hongarije, Roemenië, Kroatië, Slovenië, Slowakije, Bosnië en Herzegovina, Montenegro, Macedonië, Servië, Albanië, Bulgarije, Griekenland, Cyprus, Spanje, Portugal, Gibraltar, Iran, Irak, Syrië, Rusland, China, Turkije, Afghanistan, Oekraïne, Armenië, Georgië, Azerbeidzjan, Kazachstan, Turkmenistan, Tadzjikistan, Oezbekistan, Kirgizië, Pakistan, Jordanië, Libanon, Egypte, Israël |